# Al-Soukhna
Ne doit pas être confondu avec Ain Soukhna.
Al-Soukhna (en arabe : السخنة) est une ville du désert de Syrie située dans l'est du pays, dans la province de Homs, entre Palmyre et Raqqa. Al Soukhna avait une population de 16 173 habitants en 2004. 

## Histoire
En 634, après la capture d'Arak par l'armée musulmane de Khalid ibn al-Walid, Al-Soukhna se soumet volontairement en voyant que les termes de la reddition d'Arak (à 28 km au sud) ont été généreux. 
En 1225, Al-Soukhna est décrite par le géographe arabe Yaqout al-Rumi comme « une petite ville du désert syrien, se situant entre Tadmur et Arak ». 
Au milieu du XIVe siècle, Ibn Battûta écrit qu'Al-Soukhna est une « jolie ville », dotée d'une population principalement chrétienne. Il note que le nom de la localité a pour origine la chaleur de son eau, et qu'il y a des bains publics dans la ville. 
Aux XVIIe et XVIIIe siècles, Al-Soukhna est un centre commercial dans le désert syrien pour les habitants des villages voisins et les tribus bédouines. 
Vers le milieu du XIXe siècle néanmoins, son rôle décline au profit de Deir ez-Zor. 
Aujourd'hui, Al-Soukhna est un petit centre industriel pour le gaz naturel. 
Lors de la guerre civile syrienne, la ville d'Al-Soukhna est prise par les forces de l'État islamique le 13 mai 2015. L'armée arabe syrienne atteint la ville le 28 juillet 2017 et la reprend entièrement dans la nuit du 5 au 6 août. Al-Soukhna était le dernier bastion de l'EI avant Deir ez-Zor, assiégée par les djihadistes depuis janvier 2015,. Cette dernière sera libérée un mois plus tard.

## Géographie
La construction de l’axe routier trans-désertique Damas-Deir-ez-Zôr, achevée en 1982, a permis de désenclaver la ville.
Al-Soukhna a deux villages-oasis satellites : El Kôm et Taybé.